# Scaptotrigona barrocoloradensis
Scaptotrigona barrocoloradensis là một loài Hymenoptera trong họ Apidae. Loài này được Schwarz mô tả khoa học năm 1951.